# Unreal Engine
De Unreal Engine is een veelgebruikte game engine die is ontwikkeld door de computerspelstudio Epic Games. De engine werd als eerste gebruikt voor de futuristische first-person shooter Unreal, die later als basis zou worden gebruikt voor spellen, met onder andere Unreal Tournament, Tom Clancy's Rainbow Six: Raven Shield, Red Steel, BioShock en Fractured Space. Hoewel de engine is geproduceerd en van origine is afgestemd op first-person shooters, wordt de engine ook nog menigmaal gebruikt voor andere genres dan derdepersoonsspellen (Tom Clancy's Splinter Cell, Gears of War, Gears of War 2, Mass Effect 2) en MMO-spellen (Vanguard: Saga of Heroes, The Chronicles of Spellborn).

## Techniek
De kern van de engine is geschreven in C++, waardoor de Unreal Engine de mogelijkheid heeft om op verschillende computerplatforms te kunnen draaien (Windows, Linux, Mac OS) en verschillende spelcomputers (Xbox One, PS4, Nintendo Switch, Android en iPhone).
Een groot deel van de gameplay die op de engine staat is geschreven met het UnrealScript, een scripttaal die is ontwikkeld door Epic Games waardoor de ontwikkelaars niet te diep hoeven te gaan in de engine om zo makkelijke en cruciale aanpassingen aan te brengen.
Ook biedt de Unreal Engine de mogelijkheid om met een tool te werk te gaan om zo spelers en ontwikkelaars hun eigen content, mods en spellen te laten ontwikkelen met de Unreal Engine als standaard.

### UnrealEd
De leveleditor voor Unreal Engine is UnrealEd. Bij elke nieuwe versie van Unreal Engine wordt ook UnrealEd bijgewerkt om de nieuwe mogelijkheden van de game engine te kunnen gebruiken in levels.

## Geschiedenis

### Unreal Engine 3
Unreal Engine 3 is speciaal ontworpen voor Microsofts DirectX 9-technologie voor 32/64-bit Windows en Xbox 360; OpenGL 2.x-technologie voor 32/64-bit Linux, Mac OS, iPhone en Sony's PlayStation 3 en Microsofts DirectX 10-technologie voor 32/64-bit Windows Vista.
Een nieuwe update van UE3 maakt gebruik van DirectX 11.
De engine maakt gebruik van twee heavyweight threads en een aantal assisterende threads. De ene heavyweight thread zorgt voor het renderen, de andere regelt de kunstmatige intelligentie in UnrealScript, het uitvoeren van de gameplaylogica en de netwerkcode. De overige threads zorgen voor andere taken, zoals natuurkundige berekeningen.

### Unreal Developer Kit
Sinds november 2009 heeft Epic Games versie 3 van Unreal Engine 3 openbaar gemaakt voor iedereen die een spel wil maken met deze technologie. Met UDK, zoals het pakket heet, kan iedereen toegang krijgen tot alle onderdelen van deze engine (behalve de broncode). Het is dus met een goed team mogelijk om spellen van dezelfde kwaliteit te maken zoals Unreal Tournament 3, Bulletstorm en de Gears of War-serie. Tevens heeft UDK een aantal onderdelen ingevoegd welke normaliter apart moeten aangeschaft worden bij derden (third party middleware), zoals SpeedTree (vegetatiegenerator/renderer), Bink (video), ScaleformGX (flashmenu's) en faceFX (gezichtsanimatie).
Niet-commercieel gebruik is gratis. Voor commercieel gebruik zijn er twee licentietypen; een licentie voor computerspelprojecten en een licentie voor zakelijke toepassingen (bijv architectonisch). Epic Games heeft een royaltysysteem in gebruik genomen, wat betekent dat er over de gekregen inkomsten uit het project een deel moet worden afgedragen. Deze royalty is 25% over de omzet boven 50.000 Amerikaanse dollars, berekend per kwartaal per titel.

### Unreal Engine 4
Unreal Engine 4 werd op 19 maart 2014 uitgebracht, maar anders dan bij de voorgaande edities, was de engine in abonnementsvorm beschikbaar. Voor een maandbedrag van 19 dollar (of 19 euro, incl.btw) was de volledige engine en toolset beschikbaar (inclusief de broncode, die te vinden is op GitHub). Het was mogelijk het abonnement te stoppen, waarna het gebruik toegestaan bleef. Toegang tot de marketplace en de updates werden dan wel ontnomen.
Op het moment dat een product gemaakt met Unreal Engine 4 wordt uitgebracht, dient er per kwartaal 5% van de (bruto) productomzet worden betaald aan Epic Games.
Sinds 2 maart 2015 is Unreal Engine 4 gratis te downloaden en te gebruiken, het geldt echter nog wel dat er na de eerste 1.000.000 euro royalty's moeten worden betaald van 5% per kwartaal.
Unreal Engine 4 ondersteunt (nu, of in de nabije toekomst) Windows (vanaf 7), HTML5, iOS, Android, Steambox, en Linux. Naast genoemde OS'en zal het ook steamworks en de Oculus Rift ondersteunen.

### Unreal Engine 5
Unreal Engine 5 verscheen op 13 mei 2020 en biedt ondersteuning voor de negende generatie spelcomputers, zoals de PlayStation 5 en Xbox Series X/S.
Een grote nieuwe functie in de engine is Nanite, waarmee zeer gedetailleerd fotografisch materiaal kan worden geïmporteerd in de spellen. Met Nanite kunnen fotorealistische beelden worden gekoppeld aan objecten, zoals een berglandschap, wat voor ontwikkelaars tijdsbesparend werkt.
Een ander onderdeel heet Lumen, een dynamisch verlichtingsysteem die in realtime reageert op veranderingen in de spelomgeving. Ten slotte werd Virtual Shadow Maps toegevoegd voor het aanbrengen van gedetailleerde en consistente schaduwen.
De Unreal Engine 5 maakt verder gebruik van alle moderne technologieën, zoals 4K-resolutie, snelle opslagmedia (SSD) en fotorealisme.